# Mārūsk
Mārūsk (persiska: ماروسک) är en ort i Iran.   Den ligger i provinsen Khorasan, i den nordöstra delen av landet, 600 km öster om huvudstaden Teheran. Mārūsk ligger 1 511 meter över havet och antalet invånare är 394.
Terrängen runt Mārūsk är kuperad åt sydost, men åt nordväst är den platt.Runt Mārūsk är det ganska tätbefolkat, med 56 invånare per kvadratkilometer. Närmaste större samhälle är Zāvang-e Soflá, 13,9 km söder om Mārūsk. Omgivningarna runt Mārūsk är i huvudsak ett öppet busklandskap.